# Straumsvola
Straumsvola är ett berg i Antarktis. Det ligger i Östantarktis. Norge gör anspråk på området. Toppen på Straumsvola är 1 598 meter över havet, eller 694 meter över den omgivande terrängen. Bredden vid basen är 5,6 km.
Terrängen runt Straumsvola är kuperad norrut, men söderut är den platt. Trakten är obefolkad. Det finns inga samhällen i närheten. 